# Miguel Sousa Tavares
Miguel Andresen de Sousa Tavares (Porto, 25 de junho de 1950) é um jornalista, editor, escritor e comentador político português.
Um dos mais destacadores colunistas e comentadores de assuntos políticos portugueses - em exercício, mais recentemente, na SIC Notícias, Expresso e TVI 24 - as suas opiniões e, acima de tudo, a sua maneira de comunicar é, muitas vezes, polémica. É um habitual crítico da utilização de redes sociais, que chama de "instrumentos do Diabo", do Acordo Ortográfico, da legislação restritiva do tabaco, de várias greves em Portugal, da privatização da TAP, das posições do partido Pessoas-Animais-Natureza, das Forças Armadas.

## Biografia
Jornalista, cronista e escritor, Miguel Sousa Tavares nasceu no Porto, filho do advogado e jornalista Francisco Sousa Tavares e da escritora Sophia de Mello Breyner Andresen. 
Entre os seus ascendentes mais distantes constam figuras da aristocracia portuguesa, sendo bisneto de Tomás de Melo Breyner (médico da Casa Real Portuguesa, que usava o título de 4.º Conde de Mafra) e trineto de Henrique Burnay (grande capitalista no final do século XIX em Portugal, que também usaria o título de 1.º Conde de Burnay). É também parente do chef José Avillez.
À exceção do período em que, durante a sua infância, viveu com os tios em Jazente, no concelho de Amarante, Miguel Sousa Tavares cresceu em Lisboa. 
Estudou brevemente no Colégio de São João de Brito, de padres jesuítas, e, em seguida, na Escola Secundária Gil Vicente. Posteriormente, licenciou-se em Direito, pela Faculdade de Direito da Universidade de Lisboa, embora alimentasse o objetivo de se dedicar ao jornalismo e não de exercer uma profissão jurídica.  
Miguel Sousa Tavares inciaria, contudo, a sua vida profissional como advogado, após breves experiências em funções públicas — em 1974, no período da revolução do 25 de abril de 1974 integrou, como jurista, o Serviço de Coordenação da Extinção da PIDE/DGS e LP; entre 1976 e 1977, durante os I e II Governos Constitucionais, integrou como adjunto o Gabinete do então Ministro da Educação, Mário Sottomayor Cardia.
Durante quase duas décadas foi advogado, integrando o escritório do seu pai, Francisco Sousa Tavares. Na década de 1990 optaria exclusivamente pela atividade jornalística.
Os primeiros passos de Miguel Sousa Tavares na comunicação social ocorreram ainda na década de 1970, na imprensa escrita. Já em 1978 ingressava como jornalista na RTP. Cerca de uma década depois, em 1987, estreava-se como apresentador na mesma estação, com um programa da sua responsabilidade, Face a face, em que entrevistava figuras da cultura e da política portuguesa. Antes disso, também surgiu na moderação de debates, como aquele em que opôs Mário Soares e Diogo Freitas do Amaral, nas eleições presidenciais de 1986.
Em 1989 Sousa Tavares participou na fundação da revista semanal Grande Reportagem. Seria diretor durante dez anos; primeiro da versão trimestral, entre 1990 e 1991, subsequentemente da versão mensal, iniciada em outubro de 1991, abandonando o cargo no ano de 1999. Antes, em 1989, ainda fora escolhido para diretor da revista Sábado, fundada por Pedro Santana Lopes e Rui Gomes da Silva, mas abandonara o cargo ao fim de alguns meses, devido à instabilidade interna da revista.
Ingressando na SIC, na década de 1990, apresentaria no novo canal privado, Terça à Noite, um debate com António Barreto e Pacheco Pereira, emitido de 1993 a 1995, ao mesmo tempo que, em 1994, conduziu uma séria de 20 entrevistas a diferentes personalidades portuguesas em 20 anos, uma série que assinalava os 20 anos do 25 de abril de 1974, com protagonistas da história portuguesa recente. De 1995 a 1998 apresentou ainda na SIC, com Margarida Marante, o programa sobre atualidade política Crossfire. Chegou também, na década de 1990, e por um curto período, a apresentar, aos domingos, o Jornal da Noite.
Em 1998 Sousa Tavares terá sido convidado para o cargo de diretor-geral da RTP, que afirma ter recusado.
Em 1999 o jornalista trocaria a SIC pela TVI, onde se iniciou na análise da atualidade política, no Em Legítima Defesa, um debate com Paula Teixeira da Cruz, sob moderação de Pedro Rolo Duarte. A partir de 2000, na mesma estação, viria a marcar presença assídua às terças-feiras no Jornal Nacional, na análise à atualidade nacional e internacional.
Em 2010 regressou à SIC, com Sinais de Fogo, um programa semanal de comentário político. De 2011 a 2018 foi comentador residente, na mesma estação, às terças-feiras, no Jornal da Noite.[carece de fontes?]
Em 2021 anunciou a sua despedida da televisão; contudo, a despedida não seria definitiva, já que regressaria como comentador político da TVI, em 3 de setembro de 2023.
Recebeu o Prémio de Jornalismo e Comunicação Victor Cunha Rego, em 2007.

### Atividade literária
A par do jornalismo, Miguel Sousa Tavares revelou-se na escrita, quer como cronista quer como romancista. Das suas incursões literárias resultam compilações de crónicas (sobretudo acerca de política e viagens), romances, livros de contos e uma história infantil.
O seu romance Equador, editado em 2004, foi um best-seller, superando os 250 mil exemplares apenas em Portugal, e sendo traduzido em mais de uma dezena de línguas estrangeiras. Rio das Flores, o seu romance seguinte, lançado em 2007, teve uma primeira tiragem de 100 mil exemplares.
Desde os anos 1990 que também publica assiduamente crónicas em jornais. Começou em 1990, no Público, onde assinou uma coluna semanal durante 12 anos consecutivos, até 2002. Entretanto, estendeu a sua colaboração ao desportivo A Bola, à revista Máxima e ao informativo online Diário Digital. 
Atualmente, e há cerca de duas décadas, é colunista semanal do jornal Expresso, mantendo-se igualmente em A Bola, onde se evidencia como adepto do Futebol Clube do Porto.

### Ativismo político
Não sendo filiado em nenhum partido político, ao contrário dos seus pais — Francisco Sousa Tavares foi do Partido Popular Monárquico e, mais tarde, deputado pelo Partido Socialista à Assembleia da República, saindo depois e passando para o Partido Social Democrata — foi Ministro num governo da AD —, e Sophia foi deputada pelo Partido Socialista na Assembleia Constituinte — Miguel Sousa Tavares participou alguns movimentos cívicos, em ocasiões esporádicas. 
Em 1998, na oposição à regionalização administrativa, integrou a direção do Movimento Portugal Único, defensor do «não» no referendo lançado pelo governo de António Guterres sob proposta de Marcelo Rebelo de Sousa. 
Em 2009 foi uma das principais vozes na contestação ao prolongamento do terminal de contentores de Alcântara, numa concessão polémica do executivo camarário de António Costa à construtora Mota Engil, quando esta tinha como administrador o também socialista Jorge Coelho.

## Polémicas

### Investimento no Grupo Espírito Santo
Miguel Sousa Tavares investiu no Grupo Espírito Santo cerca de dois milhões de euros em unidades de participação do fundo ES Liquidez, num total de cinco movimentos bancários feitos ao longo do ano de 2013. Sousa Tavares não sabia. “Nunca, com o meu conhecimento ou autorização, fui investidor de produtos do BES e do GES”.

### Direitos dos fumadores
Sousa Tavares é fumador e defende militantemente os direitos dos fumadores. Nessa qualidade tem defendido, por exemplo, que todos os aviões deviam ter obrigatoriamente lugares para fumadores. Aquando da implementação da nova lei do tabaco em Portugal, que proíbe veementemente o fumo em estabelecimentos com menos de 100 metros quadrados, Sousa Tavares fez questão de referir que considera incoerente e incompreensível que o Governo se oponha desta forma ao tabaco em locais como prisões, e ao mesmo tempo, ofereça condições para que os reclusos se injectem, referindo que esta lei é um atentado à liberdade e aos direitos dos fumadores. Por fim, deixou bem claro que faz questão de deixar de frequentar locais onde não seja permitido fumar.
Afirmou que a lei antitabaco faz lembrar "os primeiros decretos antijudeus da Alemanha nazi" e "o fumo nos restaurantes, que o Governo quer limitar, incomoda muitíssimo menos do que o barulho das crianças - e a estas não há quem lhes corte o pio."

### Corridas de touros
Miguel Sousa Tavares, aquando da abolição das touradas na Catalunha pelo governo regional, referiu no jornal da noite da SIC, quando questionado se em Portugal se poderia adotar este caminho, "que este é o caminho da estupidez". Para MST o "que está em causa é uma questão de liberdade, e em Democracia as minorias são respeitadas", referindo ainda que "só vai a uma tourada quem quer". MST considera que a aversão às touradas se deve a uma imaturidade democrática e a uma carência de cultura, referindo que a maioria da população desconhece as origens da tourada e seus meandros, e que grandes pintores espanhóis pintaram touradas, desde Goya, Salvador Dali e Picasso. Refere ainda que levada ao extremo, a abolição das touradas conduz à extinção dos touros de morte, pois são animais criados especificamente para este efeito. MST considera ainda, quando questionado sobre a barbárie do espetáculo tauromáquico que choca várias pessoas, que "os combates de boxe quando saem de lá todos a sangrar também chocam muita gente" e "as corridas de automóveis onde podem morrer condutores e espectadores também chocam" e que não é por isso que são banidos.

### Acordo Ortográfico
Miguel Sousa Tavares é um conhecido opositor ao Acordo Ortográfico de 1990, tendo os seus livros no Brasil sido grafados e impressos com a ortografia europeia do português antes do dito acordo.

### Acusado de plágio
Sousa Tavares venceu o processo em que foi acusado pelo blogue anónimo freedomtocopy de plágio literário em Equador. O autor do blogue criou este espaço unicamente para lançar a calúnia, tendo esta sido categoricamente refutada por Sousa Tavares, assim como os críticos que se dedicaram à análise das obras. Com efeito, o caluniador sugeria que logo os primeiros parágrafos das obras são semelhantes, algo que facilmente se pode comprovar ser falso ao comparar ambas as obras. Segundo Sousa Tavares, "um dos suspeitos é bloguista do Bloco de Esquerda que gosta de pôr coisas anónimas, por uma questão de traumas pessoais, e o outro é um escritor falhado e invejoso, cuja produção literária consiste em destruir os outros".
O livro em questão chama-se no original Cette nuit la liberté de Dominique Lapierre e Larry Collins, e foi lido por 35 milhões de leitores, segundo informação da editora Pocket.

### Outras opiniões
- Em entrevista ao jornal brasileiro O Globo em 26 de junho de 2004, Miguel Sousa Tavares assim descreveu o papel do livro e do escritor:
"O livro é quase um serviço público: tem que dar aos outros qualquer coisa em termos de informação, de distração, de romancear. Fazer o leitor ficar pensando nos personagens, no romance, na história. Tem que deixá-lo imaginar. E não basta escrever bem, tão bem que o leitor a certa altura pare de ler porque não está a seguir uma história, mas um texto literário. Escrever é um serviço prestado aos outros. É como ser médico, arquiteto, bombeiro. É um serviço público, você escreve para os outros. Não escreve para si, nem para seu grupo de amigos, nem para os críticos."
- Em entrevista ao Diário de Notícias em 5 de julho de 2009, Miguel Sousa Tavares informou em entrevista que pensa em emigrar para o Brasil. Pois:
"É um país novo, de que eu gosto há muitos anos. E sou muito bem tratado sem ser popular na rua, o que é óptimo. É um país optimista, não está cansado, não está desiludido, sem esperança. Mesmo que agora haja tanta asneira feita no Brasil, todos os dias, não é? Só que eles têm espaço e tempo para uma maior dose de asneira do que nós. Agora desvendei uma coisa que não era suposto desvendar, mas é um plano que ando a alimentar há um tempo, de facto. Nós somos muito macambúzios, eu estou muito macambúzio também. Sinto, pela primeira vez na vida, que estou a precisar de uma sacudidela e que não vai ser aqui…" 
- Em entrevista ao Diário de Notícias em Julho de 2009, afirmou que:
"O professor Cavaco Silva não tem estatura para ser Presidente da República. Não tem curriculum político para isso, não tem dimensão de estadista… acho é que é uma pessoa limitada."
- Em entrevista ao Diário de Notícias em Outubro de 2009, Miguel Sousa Tavares saiu em defesa da actriz brasileira Maitê Proença afirmando que:
"isto é uma reacção provinciana e saloia dos portugueses. Somos um povo sem capacidade de humor e autocrítica." referindo-se aos milhares de portugueses que se insurgiram contra o vídeo que a actriz brasileira realizou para o programa Saia Justa do GNT, onde ridiculariza Portugal.
- No Jornal da Noite da SIC de 8 de Junho de 2010, convidado (junto com Pedro Santana Lopes) a pronunciar-se sobre último jogo de preparação de Portugal para o Mundial da África do Sul, Miguel Sousa Tavares defendeu a proibição das vuvuzelas.
- Em Maio de 2013, em entrevista ao Jornal de Negócios chamou palhaço a Cavaco Silva, que apresentou queixa à Procuradora-Geral da República. O número um do artigo 328º do Código Penal estabelece que “quem injuriar ou difamar o Presidente da República, ou quem constitucionalmente o substituir, é punido com pena de prisão até 3 anos ou com pena de multa”. O número 2 diz que “Se a injúria ou a difamação forem feitas por meio de palavras proferidas publicamente, de publicação de escrito ou de desenho, ou por qualquer meio técnico de comunicação com o público, o agente é punido com pena de prisão de 6 meses a 3 anos ou com pena de multa não inferior a 60 dias”.
Em maio de 2014, em entrevista ao jornal "i" disse "politicamente, o que eu penso de Cavaco é bem pior que palhaço".
- A Comunidade de Países de Língua Portuguesa é uma instituição inútil (outubro de 2016).
No rescaldo das Eleições Parlamentares Europeias de 2019, discordando da existência de total entrosamento ideológico entre o partido Pessoas–Animais–Natureza, que havia elegido o seu primeiro Eurodeputado, e os restantes partidos ecologistas europeus, que haviam obtido um aumento no número de lugares nessas mesmas eleições, referiu que "o mundo rural detesta o PAN", e referiu-se ao seu eleitorado como sendo aquilo a que ele chama os "urbano-depressivos", que "comem alface", "são Vegans", e para os quais "não se pode tocar nos animais", considerando, todavia, que era "uma bofetada de luva branca" no Partido Ecologista Os Verdes, ao qual chamou "apêndice do PCP", o qual, "de verde, não tem nada", vindo a preencher um vazio que existia a nível de Partidos Ecologistas em Portugal.
Em março de 2020 afirmou Ricardo Araújo Pereira é muito pouco criativo, muito pouco imaginativo e muito preguiçoso.

### Boatos
De entre os vários boatos postos a circular, sobretudo na internet, a propósito de MST, destaca-se a carta aberta de uma professora, que circula desde 2008 e que o acusa de ter afirmado que «os professores são os inúteis mais bem pagos deste país». Trata-se de uma farsa que foi desmentida pelo próprio, em artigo publicado no Expresso: «(…) nunca disse, nunca escrevi e nunca me ocorreu pensar tão estúpida frase. É absolutamente falsa, de fio a pavio. Quem a inventou sabia bem que a melhor forma de atingir um adversário não é discutindo as razões dele, mas atacando-lhe o carácter. E quem a adoptou logo como verdadeira e do 'domínio público', sem nunca, pessoalmente, a ter escutado ou lido, mostrou como é fácil conduzir um rebanho de ovelhas nesses fóruns tão democráticos da Internet. E pensar que é assim que hoje se forma largamente a opinião pública!»

## Obras
- Um Nómada no Oásis, Relógio d'Água Editores, 1994
- O Planeta Branco,[40] Oficina do Livro, 1997
- Anos Perdidos, Oficina do Livro, 2001
- Não Te Deixarei Morrer, David Crockett,[41] Oficina do Livro, 2001
- Equador,[42] Oficina do Livro, 2003
- Sul, Viagens,[43] Oficina do Livro, 2004 (Edição Ampliada)
- O Segredo do Rio,[44] Oficina do Livro,1997
- Rio das Flores,[45] Oficina do Livro, 2007
- No Teu Deserto,[46] Oficina do Livro, 2009
- Ukuhamba - Manhã de África,[47] Oficina do Livro, 2010
- Ismael e Chopin,[48] Oficina do Livro, 2010
- A História Não Acaba Assim - Escritos Políticos 2005-2012,[49] Clube do Autor, 2012
- Madrugada Suja, Clube do Autor, 2013
- Não se encontra o que se procura, Clube do Autor, 2014
- Cebola Crua Com Sal e Broa, 2018.

## Prémios
- Prémio pela reportagem "Hoje aqui, amanhã no Corvo", 1998;
- Prémio Clube Literário do Porto (2007);
- Prémio Grinzane Cavour, Itália, 2007;
- Prémio de Jornalismo e Comunicação Vitor Cunha Rego, 2007;
- Prémio Branquinho da Fonseca, 2008.

## Casamentos e descendência
Casou pela primeira vez a 7 de abril de 1973, no Estoril, com Mariana Espírito Santo Bustorff Silva (Lisboa, São Sebastião da Pedreira, 9 de dezembro de 1951 — 1 de janeiro de 2001), de quem se divorciou e de quem teve um filho e uma filha: 
- Pedro Bustorff de Sousa Tavares (17 de abril de 1975), tem dois filhos de Sofia Barciela Borges:
  - Miguel Barciela de Sousa Tavares (Lisboa, 10 de dezembro de 2007)
  - João Barciela de Sousa Tavares (17 de fevereiro de 2012)
- Rita Bustorff de Sousa Tavares (Lisboa, 19 de maio de 1978), casada em 2002 com Ricardo Espírito Santo Bastos Salgado, filho do banqueiro Ricardo Espírito Santo Silva Salgado e de sua mulher Maria João Leal Calçada Bastos, com geração
  - Ricardo de Sousa Tavares Salgado, nascido a 26 de março de 2003
  - Maria Ana de Sousa Tavares Salgado, nascida a 16 de janeiro de 2006
  - Sofia de Sousa Tavares Salgado, nascida a 19 de junho de 2009

Casou segunda vez com a jornalista Laurinda Alves, de quem se divorciou e de quem tem um filho: 
- Martim Alves Andresen de Sousa Tavares (Lisboa, 10 de setembro de 1991)[50]

Casou terceira vez, em 2003, com Cristina Pinto Basto Avides Moreira, de quem se divorciou em 2009, sem geração.
Teve um relacionamento entre 2009 e 2010 com a escritora luso-brasileira Tatiana Salem Levy.
Casou pela quarta vez com a deputada centrista Teresa Caeiro em Pavia, Mora, a 25 de junho de 2011, relação que durou até 2017.